# الکساندر مک‌کوئین
لی الکساندر مک‌کوئن (به انگلیسی: Lee Alexander McQueen)، رتبه امپراتوری بریتانیا (۱۷ مارس ۱۹۶۹ – ۱۱ فوریه ۲۰۱۰) طراح مد اهل بریتانیا بود. وی بیشتر به خاطر طراح اصلی بودن در ژیوانشی بین سال‌های ۱۹۹۶ تا ۲۰۰۱ و ایجاد برند الکساندر مک‌کوئین معروف است. همچنین وی چهار بار برنده جایزه طراح مد سال بریتانیا (سال‌های ۱۹۹۶، ۱۹۹۷، ۲۰۰۱ و ۲۰۰۳) و همچنین طراح مد برتر جهان در سال ۲۰۰۳ شد.

## زندگی
لی الکساندر مک کوئین، ششمین فرزند خانواده مک کوئین در ۱۷ مارس ۱۹۶۹ میلادی در جنوب شرقی لندن به دنیا آمد. خانواده او اسکاتلندی‌تبار بودند. مادرش، جویی، علوم اجتماعی تدریس می‌کرد و پدرش، رونالد یک راننده تاکسی بود.
الکساندر دوران ابتدایی را در مدرسه «کارپنترز رود» گذراند و در این دوران بود که با طراحی و دوخت لباس برای سه خواهرش، علاقه‌اش را به دنیای مد ابراز کرد. او سپس وارد مدرسه «روکبی» شد اما در ۱۶ سالگی و در حالی که در درس هنر، نمره‌ای معمولی گرفت، مدرسه را نیمه کاره رها کرد و در یک تولیدی کت و شلوار مردانه به نام «اندرسون اند شپرد» مشغول به فعالیت شد. وی سپس به «گیوزاندهاوکس» و بعد به یک شرکت تولیدی پوشاک به نام «انجلزاندبرمنز» پیوست.
مک کوئین جوان در ۲۰ سالگی، نزد کوجی تاتسونو مشغول به کار شد و چندی بعد به میلان سفر کرد و کارش را نزد رومئو جیگیلی به عنوان دستیار طراح مد ادامه داد. او در سال ۱۹۹۲ و زمانی که ۲۳ سال داشت به لندن بازگشت و برای شغل مربی الگوبری به دانشکده مرکزی «سنت مارتینز» درخواست کار داد. اگرچه او کارنامه کاری درخشانی داشت اما به جای کار به عنوان مربی، رئیس بخش دوره کارشناسی ارشد این دانشگاه، مک کوئین را متقاعد کرد تا در این دوره به عنوان دانشجو ثبت نام و استعدادش را در مسیر آکادمیک شکوفا کند. کارهای متفاوت لی باعث شد تا ایزابلا بلو مجموعه کارها و آثار دانشجویی او را خریداری کند؛ کارهایی که با الهام از داستان «جک قصاب» طراحی شده بود و نوعی ابتکار و نوآوری در طراحی تیره و خشن آن به چشم می‌خورد. ایزابلا در به ثمر رساندن قریحه و استعداد لی بسیار تأثیرگذار بود و هم او بود که به مک کوئین پیشنهاد کرد تا نام «الکساندر» را برای خود برگزیند. از این دوره به بعد بود که مک کوئین، جایگاهش را در دنیای مد پیدا کرد و کارهایش که نوع متفاوتی از سبک و سیاق دنیای مد آن دوران را داشت، برای او شهرت و اعتبار به ارمغان آورد.
در سال ۱۹۹۷ میلادی، خواننده مشهور ایسلندی به نام «بی‌یورک» از کارهای او برای جلد آلبوم خود با نام «هموجنیک» یا «همسان» استفاده کرد. همچنین مک کوئین موزیک ویدئوی یکی از کارهای او با نام «نوای هشدار خطر» را رهبری کرد. او در همین ایام، شلوارهای معروف خود را با نام «بامستر» یا همان شلوارهای فاق کوتاه را طراحی و تولید کرد.
مک کوئین ۴ سال پس از فارغ‌التحصیلی، به عنوان طراح اصلی خانه مد فرانسوی «ژیوانشی» مشغول به کار شد و تا سال ۲۰۰۱ با این برند همکاری کرد. او دربارهٔ همکاری با این برند گفته‌است: «ژیوانشی برای من فقط از نظر مالی خوب بود اما ذوق و سلیقه من را سرکوب می‌کرد.» با این حال او با برندِ «ژیوانشی» سه بار طی سال‌های ۱۹۹۶، ۱۹۹۷ و ۲۰۰۱، برنده «جایزه طراح مد سال بریتانیا» شد.
الکساندر مک کوئین در سال ۱۹۹۲ میلادی، برند «الکساندر مک کوئین» را پایه‌گذاری کرد اما به دلیل سبک نامتعارف کارهایش، درآمدزایی خوبی برای بنیان‌گذاران آن به همراه نداشت و از آنجا که به کمک، همکاری و پشتوانه‌ای قوی داشت، در سال ۲۰۰۰ سراغ برند گوچی رفت و آن‌ها ۵۱ درصد از سهام «الکساندر مک کوئین» را خرید. به این ترتیب، الکساندر به پشتوانه حمایت مالی گوچی، در مسیر موفقیت و پیشرفت قرار گرفت.
الکساندر مک کوئین در سال ۲۰۰۳ میلادی توانست در «مجمع بین‌المللی سالانه طراحان مد آمریکا» به عنوان برترین طراح مد غیرآمریکایی مقام نخست را کسب کرد و در همین سال از سوی ملکه بریتانیا الیزابت دوم، لقب «امپراتور مد بریتانیا» را کسب کرد. عنوانی که بالاترین مقام برای یک طراح مد محسوب می‌شود. او این لقب را به دلیل پایه‌گذاری روند و استایل جدید و مبتکرانه خود در صنعت مد بریتانیا کسب کرد، روندی که تا پیش از از آن چندان جلوه‌ای نداشت و با حضور الکساندر مک کوئین، مسیر جدیدی را در پیش گرفت.

## مرگ
روانشناسانی که کارهای مک کوئین را بررسی کرده‌اند، بر این باورند که او از نوعی اختلال روانی رنج می‌برده‌است. خود مک کوئین نیز می‌دانست که دارای مشکلات روحی و روانی است اما به دوستانش گفته بود که دوست ندارد کسی بر روح او حکومت کند. او همچنین خودکشی ایزابلا بلو را مورد تحسین قرار می‌داد و گفته بود که دوست دارد مرگ خود را برنامه‌ریزی کند و در یکی از اجراهای کت واک خود به زندگی‌اش خاتمه دهد.
بعد از ۳۰ سالگی، وضعیت روحی مک کوئین بدتر شد. به عنوان یک طراح، از اضافه وزن رنج می‌برد و با دوستانش دربارهٔ شرایط بد روحی و بدنی‌اش صحبت می‌کرد. به علاوه، شروع انتقادات علیه مک کوئین، اوضاع را پیچیده‌تر کرد. او ۱۰ روز قبل از مرگ، در صفحه توئیتر خود، به غم و اندوه فراوانش به خاطر از دست دادن مادرش اشاره کرده بود و در نهایت در تاریخ ۱۱ فوریه سال ۲۰۱۰ در حالی که به شدت خود را زخمی‌کرده بود، خود را به دار آویخت.